# Assentoft Silo
Assentoft Silo A/S er en dansk producent af siloer og tanke til landbruget og industrien. Virksomheden er placeret i Randers-satellitbyen Assentoft.
Virksomheden blev grundlagt i 1940 af Bertel Bjerre Jensen og blev i 1960 overtaget af dennes svigersøn Carl Damgaard Nielsen. I perioden 1987-1994 var fabrikken ejet af Dronningborg Maskinfabrik. Siden 1994 har virksomheden været et selvstændigt aktieselskab, der i dag har Anders Damgaard Nielsen (søn af Carl D. N.) som administrerende direktør.
I begyndelsen producerede virksomheden træsiloer, men har siden 1967 produceret gastætte stålsiloer. I dag producerer, leverer og monterer virksomheden udelukkende siloer i stål til forskellige opbevaringsformål indenfor landbrug og industri. En del af produktionen eksporteres, primært til nabolandene. Firmaet ejer desuden Åbybro Maskinfabrik.